# Geoffrey Toye
Edward Geoffrey Toye, né le 17 février 1889 – mort le 11 juin 1942, appelé Geoffrey Toye, est un chef d'orchestre, compositeur et producteur anglais d'opéras.
Il est surtout connu comme directeur musical de la D'Oyly Carte Opera Company (en) et son association avec le Sadler's Wells Theatre. Un de ses ballets, The Haunted Ballroom (1934), très bien reçu à l'époque, est repris plusieurs fois et la nouvelle ouverture qu'il compose pour le Ruddigore de Gilbert et Sullivan en 1919 est devenue la version standard.

## Biographie
Né à Winchester dans le comté du Hampshire, Toye est le fils cadet d'Arlingham James Toye et de sa femme Alice Fayrer née Coates. Le père de Toye est « housemaster » au Winchester College et, pendant de nombreuses années, dirige une société musicale pour garçons.

### Jeunesse

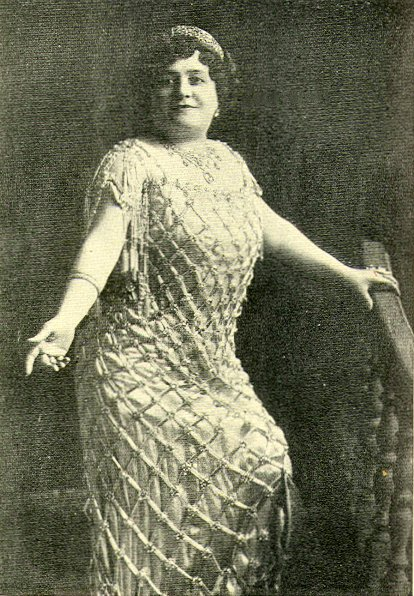
Au début de sa carrière, Toye accompagne au piano la célèbre Luisa Tetrazzini.

Toye étudie au Royal College of Music, en particulier la composition musicale et la direction d'orchestre. Il montre également de telles dispositions comme pianiste qu'il est engagé « guère plus âgé qu'un garçon » pour accompagner la célèbre soprano Luisa Tetrazzini. Dès 1906, il remplace André Messager au pupitre lors de représentations de son opéra Mirette (en) à Cambridge. Avec son frère aîné Francis, il compose de la musique de scène pour The Well in the Wood, « masque pastoral » de C. M. A. Peake pour lequel il est seul créateur de l'argument et de la musique pour un court ballet, The Fairy Cap, créé au His Majesty's Theatre en 1911, repris pour une représentation caritative l'année suivante.
En 1913, Toye dirige la musique des principaux théâtres de Londres – pour L'Oiseau bleu de Maurice Maeterlinck au Haymarket Theatre, la saison opératique de Marie Brema au Savoy Theatre et la première d'Androcles et le lion (en) de Bernard Shaw. En 1914, il est chargé par Ralph Vaughan Williams de diriger la première de sa London Symphony au Queen's Hall. Lorsque le manuscrit est perdu après avoir été envoyé à Fritz Busch en Allemagne après le déclenchement de la Première Guerre mondiale, Toye, avec George Butterworth et le critique musical Edward J. Dent, aide Vaughan Williams à reconstituer l’œuvre. Toujours en 1914, Toye présente les rhapsodies A Shropshire Lad et The Banks of Green Willow de Butterworth au public londonien. Le soir précédant la première de Les Planètes, Toye dine avec son compositeur, Gustav Holst et le chef Adrian Boult. Boult se souvient plus tard que Toye fait une objection relativement à une mesure dans la pièce « Neptune » où les cuivres jouent simultanément des accords de mi majeur et sol ♯ mineur : « Je suis désolé Gustav mais je ne peux pas m'empêcher de penser que ça va paraître effrayant ». Holst est d'accord et dit que cela l'a fait frémir lui-même quand il l'a écrit mais insiste que cela doit être ainsi : « Que feras-tu quand on en sera là? ».
Toye rejoint l'armée en 1914, d'abord comme volontaire dans la Duke of Cornwall's Light Infantry et plus tard au sein du Royal Flying Corps avec lequel il sert en France comme spécialiste photographique. Il quitte l'armée avec le rang de major. Pendant un certain temps après la guerre, il travaille pour les assureurs Lloyd's of London où il organise de nombreuses activités musicales amateurs et fonde le chœur de la société. Il est engagé comme chef assistant de la « Beecham Opera Company » et dirige également des concerts pour la Royal Philharmonic Society en 1918 et 1919.
Rupert D'Oyly Carte (en), ancien Wykehamist, nomme Toye directeur musical pour trois saisons théâtrales de la D'Oyly Carte Opera Company (en) au Prince's Theatre à Londres : 1919-20, 1921–1922 et 1924. Lors de la première saison, Toye révise la partition du Ruddigore de Gilbert et Sullivan, coupe des parties de la musique et écrit une nouvelle et plus spectaculaire ouverture qui n'utilise aucun thème des parties que Toye a supprimées,. Par la suite, l'ouverture de Toye est constamment utilisée par la « D'Oyly Carte Opera Company », même après que les parties tronquées ont été restaurées dans les années 1970 et elle est devenue la version standard des représentations. Il arrange également une nouvelle ouverture pour The Pirates of Penzance mais celle-ci n'est pas conservée et on n'en connaît pas de copie. En tant que directeur musical de la « D'Oyly Carte », Toye impressionne les critiques ; The Musical Times écrit, « Mr. Geoffrey Toye maîtrise visiblement bien son travail de chef d'orchestre. Il a fait comprendre à beaucoup d'entre nous comment les opéras sont magnifiquement structurés. La vivacité ne lui fait jamais défaut ni un sens correct d'humour musical ». En 1925 et de nouveau en 1927, la BBC diffuse The Red Pen, « une sorte d'opéra », sur des paroles d'A. P. Herbert (en) et une musique de Toye. En 1927, Toye est directeur musical conjoint pour une représentation caritative au bénéfice de Courtice Pounds (en), l'ancien homme fort de la « D'Oyly Carte », représentation au cours de laquelle Toye est rejoint par des étoiles de nombreux genres du théâtre dont Seymour Hicks, Evelyn Laye, Walter Passmore (en), Gertrude Lawrence et Derek Oldham (en).

## Dernières années
Toye, qui est déjà gouverneur du Old Vic, est nommé gouverneur du Sadler's Wells Theatre en 1931 où, en tant que codirecteur avec Lilian Baylis, il dirige l'opéra et le ballet jusqu'en 1934. Pour la compagnie du Sadler's Wells Ballet, il compose deux ballets sur ses propres scénarios : Douanes, en octobre 1932, comédie située dans un bureau de douanes, décrite par The Times comme « délicieuse et amusante et en 1934, The Haunted Ballroom qui dépeint les Maîtres de Treginnis condamnés à danser jusqu'à la mort dans une salle de bal ancestrale assombrie par les fantômes des femmes qu'ils ont aimées. Comme dans Ruddigore, la malédiction se transmet à l'héritier d'un condamné. La pièce fait un « usage imaginatif ... d'un étrange ... commentaire du chœur ». The Haunted Ballroom est le premier rôle principal de Margot Fonteyn et présente également Robert Helpmann en vedette. Ninette de Valois chorégraphie les deux œuvres et reprend The Haunted Ballroom plusieurs fois après la mort de Toye. Sa dernière représentation dans le répertoire du Sadler's Wells a lieu lors d'une émission de la télévision BBC le 24 février 1957. Il ne reste que des fragments de la chorégraphie originale de la pièce. La valse, probablement la plus connue des compositions de Toye, a été enregistrée plusieurs fois. Elle reste populaire pendant de nombreuses années comme pièce orchestrale.
De 1934 à 1936, Toye est directeur général de la Royal Opera House à Covent Garden et travaille avec le directeur artistique Thomas Beecham. En dépit de succès initiaux, Toye et Beecham finalement se séparent en raison de l'insistance de Toye à engager la populaire vedette de cinéma Grace Moore pour chanter Mimi dans La Bohème. La production est un succès financier mais un échec artistique. Beecham évince Toye de la direction générale d'une façon qu'Adrian Boult décrit comme « absolument révoltante ».
Toye obtient les droits cinématographiques des opéras de Gilbert et Sullivan. En 1938, il adapte, produit et dirige The Mikado, avec Martyn Green, Sydney Granville (en), Kenny Baker et Jean Colin, mais le début de la guerre empêche d'autres adaptations à l'écran. Toye compose et arrange la musique pour deux autres films britanniques des années 1930 : Men Are Not Gods et Rembrandt, tous deux pour Alexander Korda en 1936.
En 1940, Toye rejoint l'équipe de la BBC au bureau américain de liaison et censure. Il se marie deux fois, d'abord en 1915, avec l'actrice Doris Lytton, puis plus tard, avec Dorothy Fleitman, avec laquelle il a un fils, John, acteur puis longtemps présentateur de nouvelles pour la télévision écossaise ; il se suicide en 1992. Francis, frère aîné de Toye, est un critique musical bien connu, spécialiste de Verdi. La fille de leur sœur Eleanor, devient la principale soprano de la compagnie « D'Oyly Carte » sous le nom Jennifer Toye.
Toye meurt à Londres à l'âge de 53 ans.

## Compositions et enregistrements
En plus de ses ballets, les compositions de Toye comprennent plusieurs livres de chants (dont quelques chants de marins), une symphonie, un masque, Day and Night, un opéra pour la radio The Red Pen (1925, avec A. P. Herbert (en)), un opéra The Fairy Cup et deux courtes pièces chorales : Henrichye's Death avec orchestre et The Keeper, avec accompagnement de cuivres.
Toye réalise très peu d'enregistrements phonographiques. En 1928, il dirige pour la société « His Master's voice » le London Symphony Orchestra dans des enregistrements de Brigg Fair (en), En entendant le premier coucou au printemps et In a Summer Garden de Delius. Le compositeur écrit : « Tous les trois sont excellents ... et je serai heureux de les faire vendre comme autorisés par moi ». Toye enregistre également The Walk to the Paradise Garden en 1929.
L'ouverture de Toye pour Ruddigore a été enregistrée de nombreuses fois, par Harry Norris (en), Isidore Godfrey (en) et Malcolm Sargent (qui ont chacun enregistré l'opéra intégralement) et Charles Mackerras entre autres. Norris, Godfrey et Sargent observent tous quelques-unes ou toutes les coupes et autres altérations mineures de Toye dans la partition. Le seul enregistrement de Toye d'une œuvre de Gilbert et Sullivan se trouve dans le film The Mikado (1938) mentionné plus haut. De la musique originale de Toye, la valse extraite du The Haunted Ballroom a été enregistrée plusieurs fois, dont l'une dans les années 1990 par la société Marco Polo record. Un enregistrement intégral des ballets est réalisé en 2001 par le Royal Ballet Sinfonia.